# Il Crocione
Il Crocione è una località delle Colline livornesi, nel comune di Livorno, posta a 190 metri d'altezza, situata presso il passetto che collega il Poggio Corbolone al Monte "La Poggia". Vi nasce il Botro dell'Arme, affluente del Torrente Ugione.

## Geografia e conformazione del territorio
La località si trova all'interno del Parco Naturale dei Monti Livornesi, ed è un punto di ritrovo per il C.A.I. di Livorno, essendo situato in una posizione favorevole e facilmente raggiungibile. Vi si trovano panche per i picnic e numerosi cartelli naturalistici per l'identificazione delle specie floreali.
Nelle vicinanze vi si trovano due edifici: uno abitato e un altro, più spostato nei pressi della Sambuca, adibito alle riunioni C.A.I. e dei boy scout.

### Come raggiungere la località
Il Crocione è facilmente raggiungibile dalle seguenti località:
- Livorno, attraverso la strada provinciale per Nugola, svoltando dopo il Cisternino di Pian di Rota nella Strada del Corbolone, da seguire in macchina per 2 km. Dopo l'entrata nel parco, la località è facilmente raggiungibile in 1,5 km.
- Collesalvetti, per la strada provinciale per Nugola. Poco prima del suddetto Cisternino, svoltare a sinistra per la Strada del Corbolone.
- Frazione di Limoncino, attraverso la strada sterrata delle Vallicelle, da percorrere per qualche chilometro. Giunti all'entrata del parco naturale, proseguire a piedi per mezzora seguendo il sentiero 00.
- Frazione di Valle Benedetta, attraverso la strada sterrata Santa Maria (da percorrere a piedi). All'incrocio con la via delle Vallicelle seguire le stesse indicazioni di Limoncino.